# Heinrich Albert
Heinrich Albert (ur. 28 czerwca 1604 w Lobenstein, zm. 6 października 1651 w Królewcu) – niemiecki kompozytor i poeta.
Pochodził z pogranicza Turyngii i Saksonii. W 1622 wstąpił do gimnazjum w Gerze, następnie studiował kompozycję w Dreźnie u swojego kuzyna, najwybitniejszego żyjącego wówczas kompozytora niemieckiego, Heinricha Schütza. Na życzenie rodziców rok później zaczął jednak studia prawnicze w Lipsku, gdzie jednak nie zrezygnował z edukacji muzycznej – uczył się u Johanna Hermanna Scheina, cenionego kompozytora i ówczesnego kantora w lipskim kościele św. Tomasza. Wpływ Scheina na twórczość muzyczną Alberta zaznaczył się wyraźnie w utworach młodego kompozytora.
W 1626 Albert wyjechał do Prus w celu studiów muzycznych. Kształcił się w Królewcu u miejscowego kompozytora i organisty, Johannesa Stobäusa. W 1631 został organistą katedry w Królewcu i to stanowisko piastował aż do śmierci. Należał do kręgu artystycznego skupionego wokół poety Simona Dacha.
Do dzieł Heinricha Alberta należą utwory instrumentalne (w tym organowe) i wokalne – pieśni kościelne i świeckie. W jego utworach zaznacza się bliskość kultury polskiej – zaznaczana przez samego autora w tytułach takich jak Aria Polonica albo Tantz nach Art der Polen. Heinrich Albert był również doceniany za życia jako poeta i autor tekstów do pieśni (również własnych) – jego pieśni były wydawane przez działające wówczas w Królewcu kółko literackie.